# 全日空羽田沖墜落事故
全日空羽田沖墜落事故（ぜんにっくう はねだおきついらくじこ）は、1966年（昭和41年）2月4日夕刻、全日空のボーイング727-100型機が東京国際空港沖（羽田空港沖）の東京湾に墜落した事故である。乗客乗員133人全員が死亡し、1966年当時において一機の単独事故としては世界最大の墜落事故となった。

## 事故機に関する情報
事故機である全日空60便に使用された航空機は、ボーイング727-81(100)型機（機体記号：JA8302、製造番号：18822/126）で、1965年（昭和40年）3月25日にアメリカ・ボーイング社で製造された。
事故までの総飛行時間は1,703時間15分で、事故直近の500時間毎定期点検からの飛行時間は65時間11分である。事故機は、1965年4月2日に耐空証明を取得し、同年5月に全日本空輸へ引き渡され、同月25日に国内線の主要路線に就航した。事故機の整備は全日空が担当していたが、事故に繋がるような機体の不具合は報告されていなかった。エンジンについては、Pratt & Whitney社製のJT8D-7エンジンが3発使用されていた。第1エンジン（左側）の総使用時間は1,984時間16分、第2エンジン（中央）735時間52分、第3エンジン（右側）1,374時間40分であった。総分解点検（オーバーホール）から事故までの使用時間は、第1エンジン5時間29分、第3エンジン717時間5分で、第1エンジンは総分解点検から間もない状態で使用されていた。第2エンジンについては総分解点検の履歴は無く、直近の定期点検（500時間毎）からの使用時間は65時間11分だった。第3エンジンも右同様の点検を受けており、点検後の使用時間も第2エンジンと同様であった。

## 事故の経過

### 目視飛行への変更
1966年（昭和41年）2月4日。全日本空輸60便・JA8302号機は、乗員乗客133人を乗せて17時52分にゲートを出発。17時55分に千歳飛行場を離陸し、目的地である東京国際空港へ向かった。着陸予定時刻は19時2分、ゲート到着予定時刻は19時5分である。離陸後は三沢・松島を経由し、18時48分に大子ポイントを巡航高度2万6,000フィート（高度7,800メートル）で通過した。大子ポイント通過を東京管制区管制所（航空路管制・東京コントロール）に報告したあと、1万4000フィートへ向けて降下を開始した。大子ポイント通過2分後の18時50分に東京国際空港ターミナルレーダ管制所の進入管制（東京アプローチ）と交信を開始した。JA8302号機の交信は、すべて右席の副操縦士が担当していた。以下にJA8302号機の交信記録および事故に至るまでの経過を時系列的に記す。
交信記録
時刻はすべて日本時間である。TAPPは東京アプローチ、TTWは羽田空港管制塔の略号である。事故当時の航空管制では、国内の航空機は便名ではなく機体記号で呼び、外国の航空機は便名で呼ぶのが一般的であったことから、それに従って記述する。
18時50分01秒JA8302「Tokyo Approach, ALL NIPPON 8302.」
（東京アプローチ、全日空JA8302）
TAPP「302, Approach. go ahead.」
（JA8302、こちらは東京アプローチ。返信せよ）
JA8302「roger 302. Daigo at 48. estimate Tokyo VOR 56. now descending to 14,000, passing 250.」
（了解、JA8302。大子ポイントを48分に通過。東京VOR通過見込みは56分。現在1万4,000フィートへ向けて降下中。2万5,000フィートを通過。）
18時50分11秒TAPP「302, roger. cleared to Kisarazu Outer Maker via Tokyo Omni, Obitsu, direct. maintaining 14,000. over.」
（JA8302、了解。東京VOR、小櫃ポイントを経由し、木更津アウターマーカーへの飛行を許可する。高度1万4,000フィートを維持せよ。）
JA8302「roger. cleared to...（以下、指示内容を復唱）」
この間、約4分。JA8302号機と東京アプローチとの交信は無かった。この間は、西方面からの着陸機に対しての交信が頻繁に続いていた。JA8302号機との交信が再開したのは1万6,000フィート通過の報告からであった。
18時54分27秒JA8302「Tokyo, 8302. passing 16,000. 」
（東京アプローチ、JA8302。1万6000フィートを通過。）
TAPP「8302, roger. after Tokyo Omuni descend to and maintain 12,000.」
（了解。東京VOR通過後は1万2000フィートを維持せよ。）
18時54分36秒JA8302「roger. after Tokyo...（以下、指示内容を復唱）」
18時54分40秒TAPP「302. revised continue descend and maintain 10,000.」
（JA8302、指示を修正する。引き続き降下し、1万フィートを維持せよ。）
JA8302「roger. continue...（以下、指示内容を復唱）」
18時55分19秒JA8302「302, passing 14.」
（JA8302、1万4000フィートを通過。）
TAPP「8302, say again.」
（JA8302、再送せよ。）
JA8302（応答なし）
JA8302号機が「1万4,000フィート通過」の報告をした際、管制側が交信を確認できなかったために右同機に対して再送を要求したが、JA8302号機はなぜかそれに対しては再度の応答をしなかった。
18時56分28秒JA8302「8302, departed Tokyo VOR.」
（JA8302、東京VORを出た。）
TAPP「8302, roger.」
（了解。）
18時56分41秒JA8302「8302, passing 11,000.」
（JA8302、1万1000フィートを通過。）
TAPP「8302, roger. maintain 8,000.」
（了解。8000フィートを維持せよ。）
18時56分50秒JA8302「roger. maintain 10,000?」
（了解。1万フィートを維持か？）
TAPP「302 affirmative.」
（JA8302、そのとおり。）
JA8302「roger.」
（了解。）
JA8302号機は、管制側の「高度指示の誤り」を冷静に確認していた。
18時57分23秒TAPP「8302, squawk Alfa30.」
（JA8302、識別コードはアルファ30。）
18時57分26秒JA8302「roger, 30.」
（了解。アルファ30。）
18時57分30秒TAPP「302, radar contact.」
（JA8302、レーダー管制を開始する。）
18時57分33秒JA8302「roger.」
（了解。）
レーダー管制を開始した直後に東京ターミナルレーダー管制所のレーダーがJA8302の機影を捉えた。同機は羽田空港から真東に17マイルから18マイルの位置にあった。
18時58分37秒JA8302「Tokyo, 8302. cancel IFR present time.」
（東京アプローチ、JA8302。現在のところIFRを取り消している。）
18時58分41秒TAPP「302, roger. contact Tokyo Tower, approaching Edogawa.」
（JA8302、了解。江戸川ポイントに接近し、東京国際空港管制塔と交信せよ。）
18時58分44秒JA8302「roger.」
（了解。）
JA8302号機は、千葉市上空まで問題なく飛行を続けたが、レーダー管制が開始された1分後に計器飛行方式 (IFR) による通常の着陸ルートをキャンセルし、東京湾上空をショートカットする形での有視界飛行方式 (VFR) による着陸ルートを選択した。以降の交信は、東京国際空港の管制塔が引き継いだ。

### 消息を絶つ
JA8302号機は、東京国際空港管制塔と交信を開始した。
18時59分01秒JA8302「Tokyo Tower, 8302. cancel IFR ,VFR landing. departed Chiba. request landing.」
（管制塔、JA8302。IFRを取り消し、VFRで着陸する。千葉上空を出た。着陸許可を求む。）
18時59分09秒TTW「roger 8302. passing Chiba, report Right Base runway 33R. wind 020, 10 knots. over.」
（了解、JA8302。千葉通過後は、滑走路33Rのベースレグに達したら報告せよ。風は磁方位20度から10ノット。）
18時59分18秒JA8302「roger. report Right Base 33R.」
（了解。滑走路33Rのベースレグに達したら報告する。）
19時00分10秒TTW「ALL NIPPON jet 8302, traffic, Convair eight eighty departed Outer Marker 30 seconds ago, Do you have aircraft insight? over.」
（全日空JA8302、コンベア880 (JA8024) が30秒前に木更津アウターマーカーを通過した。航空機は視認できるか？）
19時00分20秒JA8302「302. this is time negative. Long Base now.」
（JA8302、現時点では視認できない。現在ロング・ベース。）
JA8302号機は、IFRを取り消してVFRによる着陸へ変更した際に管制塔から「江戸川ポイント」を経由するように指示されていたが、同ポイントを通らずにベースレグの延長線上の「ロング・ベース」に直接入ってきたようだった。そこで同機は管制塔に「現在ロング・ベース」と報告した。このとき管制塔は、JA8302号機に対して「着陸進入を継続せよ」と指示した。同時に着陸進入していた日本航空724便（JA8024号機）に対しては、着陸コースを大幅にショートカットしてきたJA8302号機との接近を避けるために管制塔から着陸滑走路の変更指示が出された。
19時00分23秒TTW「roger 302. continue approach. and break, break, Japan air line 8024, switch to runway 33L, 33L. wind 020, ten knots. report 5mile final. over.」
（JA8302、了解。着陸進入を継続せよ。）（日本航空JA8024、着陸滑走路を33Lに切り替える。風は磁方位20度から10ノット。滑走路から5マイルの地点で報告せよ。）
19時00分38秒JA8302（応答なし）
JA8024「roger 8024.」
（JA8024、了解。）
JA8302号機は、管制塔からの「着陸進入を継続せよ」との指示には応答しなかった。管制官は、JA8302号機の着陸灯が管制塔からまだ視認できないので、以下の指示を出した。
19時00分51秒TTW「8302, show us your landing light. over.」
（JA8302、着陸灯を点灯せよ。）
JA8302（応答なし）
この後、管制塔は他の着陸機 (JA8210) に対して地上走行の指示を出したために30秒ほどJA8302号機への交信が途絶えた。19時00分51秒から空港管制塔が「着陸灯を点けよ」「聞こえるか」などと繰り返しJA8302号機に対して呼びかけたが、同機からの応答は無く、また同機が管制塔に対して交信を求めてくることも無かった。
19時01分21秒TTW「ALL NIPPON jet 8302, request your present position. over.」
（全日空JA8302、現在位置を要求する。）
JA8302（応答なし）
19時01分31秒TTW「ALL NIPPON jet 8302, Tokyo Tower, how do you hear me? over.」
（全日空JA8302、こちらは管制塔。聞こえるか？）
JA8302（応答なし）
19時01分51秒TTW「ALL NIPPON jet 8302, Tokyo Tower, how do you hear me? over.」
（全日空JA8302、こちらは管制塔。聞こえるか？）
JA8302（応答なし）
管制塔は、これ以降も計4回にわたって全日空JA8302号機（60便）に対して呼びかけたが、依然として同機からの応答は無かった。JA8302号機は、羽田空港に向けて着陸進入中の19時00分20秒「現在ロングベース」との通信を最後に、突如通信を絶った。
管制官は、滑走路の着陸コースや空港の周辺上空を目視で確認したが、上空でライトが点滅していたのは後続の日本航空724便（JA8024号機・コンベア880型機）が唯一だった。全日空機のライトは羽田空港周辺上空のどこにも確認できなかった。19時4分に滑走路変更の指示を受けていた日本航空724便が33L滑走路（当時のA滑走路）に着陸した。その4分後には後続のカナダ太平洋航空402便（ダグラス DC-8）が33L滑走路に着陸した。33R滑走路（当時のC滑走路）は全日空JA8302号機が着陸するために空けられていたが、同機が着陸する気配は無かった。担当管制官は、レーダー室にJA8302号機の機影を確認したが「それらしき機影は確認できない」といい、全日空に問い合わせても同社の社用無線で連絡が取れないという。管制官は、JA8302号機は遭難した可能性があるとして19時13分、運輸省・東京航空保安事務所航務課に通報した。同事務所航務課では、近隣に位置する海上自衛隊の下総航空基地や陸上自衛隊の木更津基地などにダイバートしていないかを同時に確認したものの、該当機は確認できなかった。関係各所は無線でJA8302号機・60便に対して30分以上の間呼びかけを続けたものの全く応答が無いため、19時30分、同保安事務所は緊急救難体制を発令し、羽田空港内の航空保安事務所内に救難調整本部を設置した。その後に運輸省、海上保安庁、防衛庁、在日米軍などが合同で捜索を開始した。その後、全日空機が行方不明になったことがテレビやラジオのニュースで報じられた。

### 墜落確認

60便の事故とともに新東京国際空港反対派が千葉県庁に乱入した事件を報じる、1966年2月7日付の毎日新聞夕刊。相次ぐ羽田での事故を受け、新空港の議論が活発化した。（→成田空港問題）

捜索が続く中で20時までに「東京湾の海上で炎を目撃した」という通報が警察や東京海上保安本部などに寄せられていた。すでに日本航空724便（JA8024号機・コンベア880型機）の操縦士からは「19時1分、着陸進入中に千葉の沖合方向、右下方に火の玉を見た」という報告が上がっていたが、東京湾を木更津から市川に向けて航行していた貨物船の船員からは「19時前、羽田沖3キロ辺りの海上に炎が上がり、海面が一瞬明るくなった。その後に煙が立ち上った」と船舶電話で海保に報告が入った。さらには千葉県市原市五井の丸善石油千葉製油所の社員から「19時過ぎに川崎方向の海面に火を見た」という通報が警察に寄せられた。それらはいずれも墜落時に起きたと推測される炎を東京湾の海上に目撃しており、首都圏の内陸部で航空機の墜落や不時着を目撃したとの通報や報告も皆無であることから、羽田沖の東京湾を中心に捜索が行われることになった。
20時過ぎには、全日空のフォッカー F27が羽田空港沖に捜索に向かった他、海上保安庁の船舶や近くを航行中の船舶、航空自衛隊や在日米軍のヘリコプターなども捜索に加わった。当時の天候は快晴で着陸不可能な状況ではなく、21時には、搭載されていた燃料も尽きたはずで、別の空港へダイバートした様子もなかったことから事故発生と判断され、捜索救難態勢が発令された。
23時55分に捜索機が木更津北方7海里付近において全日空の標示のある翼の一部を発見し、機体の内張りの一部および乗客の衣類を収容し、午前0時5分に捜索船が羽田灯標東南東6.4海里で最初の遺体2体を収容した。具体的な墜落時刻は不明なものの、19時00分20秒に最後の交信があってから応答がなくなるまでの数十秒の間と思われるが、写真では航空機関計器盤の時計が19時05分12秒を指して止まっているのが確認される。
寒風吹きすさぶ荒れ模様の海上から懸命の海洋サルベージが行われ、潜水士らによって遺体や機体の残骸が回収された。乗客1名を除く乗客乗員132名の遺体は4月14日までに発見された。収容された乗客の遺体の検視結果は、墜落の衝撃による頸骨骨折、脳や臓器損傷によるものと溺死によるものが多数を占めた。5月10日に遺体の捜索は打ち切られたが、最後の乗客1名の遺体は8月9日に横須賀の夏島の岸壁に漂着しているところを発見された。収容時に遺体の頭部は失われていたが、着衣から本人と確認されたという。

### 単独機として史上最悪の事故
当事故は、日本における初の大型ジェット旅客機の墜落事故であった。事故機は導入されてから間もない最新鋭機であったことや、ほぼ満席の乗客126人と乗員7人の合計133人全員が死亡し、単独機として事故当時において世界最大の航空機事故となったこともあり、世界中から注目を集めた。
また被害が甚大であったことから2月4日から同年5月10日にかけて、海上自衛隊の自衛艦隊や横須賀地方隊も災害派遣された。

## 事故調査
政府は2月5日、事故原因究明のため運輸省内に「全日空機羽田沖事故技術調査団（以下事故調査団と記す。）」を設置することを決定した。事故調査団団長にはボーイング727型機の国内導入にあたって積極的な推薦役を果たした木村秀政日本大学教授が選ばれた。事故調査団団員には、航空工学の専門家や日本航空などの航空会社職員、運輸省航空局幹部ら関係省庁技官などから計12人が選ばれ、のちに法医学者や監察医など3人の団員が追加され合計15人の調査団が組織された。事故調査にあたっては、FAAやボーイング社などの技術者を主体とした製造国であるアメリカ側の事故技術調査団との協力体制を取った。事故当時、多くの日本の航空機は飛行データやコックピット内の音声を記録するブラックボックスを搭載していなかったが、事故機もブラックボックスを積んでおらず、飛行データに基づく原因究明は困難を極めた。事故後に機体の90%近くの残骸が引き上げられたことから、事故調査は機体の残骸を調べることを中心に行われ、727型機の飛行特性や事故機の調査、実機を使用した飛行実験なども実施された。事故調査団の内部では、高度計の確認ミスや急激な高度低下などの「操縦ミス」を強く示唆する結論が大勢を占めていた。しかしながら一部の団員の中には、機体に何らかの不具合があったことで事故に至ったとする「機体トラブル説」や「機体欠陥説」を提唱する向きもあり、報告書の草案を作るたびに議論は紛糾した。事故調査団は1970年（昭和45年）8月19日、同年1月に多数決で採択した報告書案を一部修正して結論を確定させた。同年9月29日に事故調査の最終報告書を運輸大臣に提出した。
全日空機羽田沖事故技術調査団が最終報告書で結論付けた事故原因は以下の通りである。
事故原因は不明であるという結論だったことで、事故機が海面に接水し、破壊に至るまでの原因と過程が何も解明されないままに事故調査は終了した。

### 各説
事故機は、計器飛行方式 (IFR) による通常の着陸ルートをキャンセルしたあと、有視界飛行方式 (VFR) による飛行に切り替え、通常の着陸ルートから離脱して千葉市上空から東京湾上空にかけてショートカットした直後に事故を起こしたことから、羽田空港への着陸を急ぐあまりに急激な降下率で高度を下げたものの、導入から間もない最新鋭機種の操縦特性により、機首を引き起こした際に予想もしなかった高度の沈降があったことで海面に激突したか、もしくは高度計を見間違えたなどの「操縦ミス説」や、機体の残骸や遺体の髪の毛に一過性の火による焼損の跡があったことから、エンジンに関して何らかの事故に繋がる原因があるのではないか、とする「エンジン説」も事故原因として持ち上がった。事故機の第3エンジンは、もともと第1エンジンとして取り付けられていたもので、事故以前から異常振動などのトラブルを起こしていた。事故の前年に購入したばかりの新しい機体であるにもかかわらず、第1エンジンはオーバーホールを行った後に第3エンジンとして取り付けられ、その後もトラブルを起こしていた。なお事故機は事故当日においてエンジンに関する異常の報告は皆無であった。さらにはグランドスポイラーを飛行中に誤って立てたか、機体の不具合もしくは設計ミスによってグランドスポイラーが飛行中に意図せず立ったために、揚力低下による急激な機体の沈み込みが発生し、パイロットは反射的に操縦桿を引いて機首を引き起こしたが、失速状態になったことで高度を失い、それと同時に主翼から剥離した乱流でエンジンの異常燃焼が起きて海面に墜落したのではないか、という「スポイラー誤作動説」に関する複数の可能性も調査された。
また、アメリカ側調査団の協力により、この事故に先立ってアメリカで前年1965年（昭和40年）に起きていた同型機による3件の着陸時の事故調査結果も参考にされたものの、製造元のボーイング社の技術員を中心としたアメリカ側調査団は「機体の不具合や設計ミスがあったとは確認されず、いずれも事故機のパイロットの操縦ミスが事故原因と推測される」とする見解を示した。
その後の調査では、「操縦ミスによる高度低下」、「第3エンジンの離脱による高度低下」、「スポイラーの誤作動による高度低下」が主に取りざたされた。このような中で、事故調査を巡って事故技術調査団の内部は意見対立が激しくなり紛糾した。事故技術調査団の山名正夫・明治大学教授とそれを後押しする全日本空輸側が、事故後の早い段階から、操縦ミス説を主張する木村団長らと対立したために孤立した山名教授は、のちに事故技術調査団を辞任した。
木村団長ら調査団の多数は、「事故機のパイロットが、計器飛行方式による通常の着陸ルートをキャンセルし、有視界飛行に切り替えたあと、通常の着陸ルートから東京湾上空をショートカットした際に、夜間の有視界飛行の中で予想以上に高度を下げすぎて海面に墜落した」という操縦ミスを事故原因とした草案を作成した。
この根拠として、60便は計器飛行による通常の着陸ルートをキャンセルし、有視界飛行を行い通常の着陸ルートを東京湾上空でショートカットした直後のことであったことや、この事故に先立ってアメリカで起きていた同型機による着陸時の事故調査結果においても、ボーイング727型機の降下角度がプロペラ機のみならず、他のジェット機に比べても急であることに対するパイロットの不慣れによる操縦ミスが墜落原因とされた。さらに同型機は全日本空輸が導入してまだ1年程度しかたっていない新鋭機であるだけでなく、同型機は全日本空輸にとって初のジェット機であったために慣熟が行き届いていなかったこと、到着を急ぐあまりパイロットが通常の着陸ルートをキャンセルし、有視界飛行を行い通常の着陸ルートをショートカットする運行を繰り返していたことも指摘された。
その結果全日本空輸のボーイング727は、営業的・広告的観点から、伊丹 - 羽田を最短26分、札幌 - 羽田間を最短47分で結んでいた。会社もライバルである日本航空への対抗上、「東京 - 大阪間を30分で」、「東京 - 札幌間を60分で」という広告を出し盛んに喧伝していた。なお、ボーイング727をこの時間で運行するには、有視界飛行が絶対条件だった。
しかし、全日本空輸側と運輸省航空局航務課は、操縦ミスや高度の読み間違えなどのパイロットミスの可能性を否定し、残骸にさまざまな不審な点があり、機体に原因があるという方向性で「第一次草案」をまとめ、1968年（昭和43年）4月26日の会議に提出した。運輸省航空局航務課調査官・楢林一夫補佐官は、第3エンジンの機体側取り付け部に切れたボルトによる打痕を発見したこと、第3エンジンが機体から離脱していたことから、エンジン取り付けボルトの疲労破壊説を報告していた。『第一次草案』で指摘されていた以下の諸点について、第3エンジンの計器だけが他の2つのエンジンと違って低い値を示していること、第3エンジンの消火レバーを引いたような痕跡があること、機長席側のスライド窓が機体から脱落していて、操作レバーが「OPEN（開）」の位置になっていこと、客室後部ドアのレバーおよび客席中央部右の救急脱出用ドアレバーが共に「OPEN（開）」の位置になっていること、最終の着陸態勢であったにもかかわらずシートベルトを外している乗客が多数おり、乗客によって着席時の姿勢が異なることや、後続の日航機と丸善石油従業員が海面上に一過性の火炎を確認しており、遺体の一部に軽度のやけどの痕があること等の疑問点については、「原因は不明であり、はっきりしていない。ドアレバーなどは揚収時に操作された可能性もある」などと一部の内容が修正された。
そうした中、1968年（昭和43年）7月21日に日本航空の727-100型機 (JA8318) で、本来は接地後にしか作動しないグランドスポイラーが飛行中に作動するトラブルが発生し、その原因が機体の欠陥にあることが判明した。しかし日本航空機は計器飛行中であり墜落をしなかったが、これを受け、事故機でもグランド・スポイラーが飛行中に誤作動した可能性の調査が行われ、山名教授は模型による接水実験と残骸の分布状況から接水時の姿勢を推測し、迎え角が大きくなると主翼翼根部で空気の剥離が起きて失速状態となり、エンジンへの空気の流れが乱れて異常燃焼を起こすことを風洞実験によって確かめ、「機体の不具合、もしくは設計ミスのためにグランドスポイラーが立ったことで失速状態となり、機体の沈み込みから機首を引き起こした際に主翼から剥離した乱流でエンジンの異常燃焼が起き、高度を失って墜落したのではないか」というレポートを様々な実験データと共に調査団に報告した。しかし、この時点では第3エンジンの取りつけボルトの疲労破壊説は無視されていた。最終報告書案では、グランドスポイラー誤作動説は取り上げられずに終わった。
ただ、ボーイング727型機においては、操縦ミスが墜落の原因となったことは他にも多く起きていたものの、エンジンの脱落が原因の墜落事故は起きていないことや、「グランドスポイラーが異常作動し、失速状態に陥った後にエンジンが異常燃焼を起こし墜落した」という事故は、ボーイング727においては2021年の今に至るまで皆無である。また緊急事態が起きて墜落した説もあったが、事前にそのようなことはなかったことからこの説は否定された。
最終報告書がまとめられるまでの間に提出された5件の草案の提出日は、次の通りである。
- 第1次案 1968年（昭和43年）4月26日
- 第2次案 1968年（昭和43年）6月6日
- 第3次案 1968年（昭和43年）7月18日
- 山名リポート 1969年（昭和44年）10月9日
- 第4次案 1970年（昭和45年）1月
- 第5次案 1970年（昭和45年）8月19日1
- 最終報告書 1970年（昭和45年）9月29日

このほかにジャーナリストの加賀孝英が「ソ連の女スパイが逃亡を図って60便をハイジャックし、短距離飛行用の燃料しか搭載していない同機が燃料補給のために羽田に向かったところ、女がトイレに仕掛けた爆弾によって爆破された」とする異説を唱えている。
いずれにしても山名教授と全日空側の強硬な態度をもとにしたこうした見解の不一致の中で、決定的な原因を見つけられぬまま事故調査報告書の決定までは約4年を要し、事故機の残骸はその間羽田空港の格納庫の一角に並べられたままになっていた。

## 乗客
乗客の多くは札幌で開催されていた『さっぽろ雪まつり』の観光客だった。そのなかには紳士靴メーカー「スタンダード靴」の懸賞当選者（約5,000人の応募者の中24人が当選）や関連会社の社員が含まれていた。また団体客や接待旅行に参加していた出版業界の関係者など多数がこの事故に巻き込まれ、旭屋書店創業者の早嶋喜一、柴田書店創業者の柴田良太、月刊自家用車初代編集長の清田幸雄、美術出版社社長の大下正男などが当該機に搭乗し事故の犠牲となった。
犠牲となった客室乗務員の天野美紀枝は広島赤十字・原爆病院へ毎年慰問に訪れており、入院患者らの募金により日本赤十字社広島支部（現：広島赤十字・原爆病院メモリアルパーク）に慰霊碑が建立された。
一方、 佐渡ヶ嶽部屋の幕内力士だった長谷川勝敏（四股名・長谷川、後の年寄・秀ノ山）は、この60便で札幌から東京へ帰る予定になっていたが、札幌市内で偶然に旧友と久々の遭遇をしたため、急遽搭乗を取りやめたことで難を逃れた。

## 事故後
この事故以降は、全日空は「東京-大阪間を30分で到着が可能」といった広告を出すことはやめ、またこの事故をきっかけに、航空管制官の指示を故意にキャンセルした目視飛行は厳禁とされ、フライトプランに沿って計器飛行方式で飛行するよう決められた。また、日本国内で運航される旅客機へのブラックボックス装備が進められた。
また同年11月に全日空松山沖墜落事故が発生したことで1年に2度の全員死亡事故を起こした全日本空輸は、乗客の信頼を完全に喪失して経営困難に陥り、社長の岡崎嘉平太は責任を取る形で翌1967年に辞任、運輸省の強い意向を受けてフラッグキャリアの日本航空から、社長以下大量の人員と株主第2位に至るまでの莫大な金銭的な支援を受けて、1970年代に至るまで経営再建を受けることになった。

## 備考
- 全日空遭難機の遺体捜索では、翌月（1966年3月5日）に海上保安庁のヘリコプターが墜落して二次遭難事故が発生し、乗員3名が死亡した。なお、同機は南極においてタロとジロを発見した機体の一つであり、3名のうちの1人はその時のパイロットだった。
- 死亡した乗客への補償額は1人当たり300万円が上限であったが、遺族側の強い要求により全日空側が補償額を積み増して過去最高額の500万円となった。なお、同年11月に発生した全日空松山沖墜落事故では、さらに積み増しが行われて800万円となった[19]。
- 前述のアメリカ国内で発生した3件の同型機事故であるが、そのうち2件（11月8日に発生したアメリカン航空383便墜落事故・11月11日に発生したユナイテッド航空227便墜落事故）はパイロットの不適切な操縦が事故を招いた。しかし8月16日に発生したユナイテッド航空389便事故は全日空機と同様にアプローチ中に空港手前のミシガン湖に墜落したが、最終的に原因不明とされた。
- この時期、吉永小百合主演の日活映画『大空に乾杯』が全日空の全面協力のもと制作されていたが、事故による公開中止等の影響は無く、事故発生から3週間が経過した1966年2月25日に公開されている。
- この事故での出来事がきっかけとなり、作詞家の川内康範の体験に基づいて作詞・制作されたのが城卓矢の『骨まで愛して』である[20]。
- この事故ののち、3月4日と3月5日に立て続けに起こったカナダ太平洋航空402便着陸失敗事故・英国海外航空機空中分解事故と共に、穴守稲荷神社の旧「一の鳥居」が羽田空港に遺され放置されていることを取り上げ、その祟りであるかのような噂が流布した[21]。そのような中、「穴守稲荷神社を空港の中に祀らないと、事故がこれからも多発する」と世間に訴え、神社の復興を国会議員に陳情する者が現れ、この陳情に「祟りはともかく、神社復興は必要だ。」と、当時の中村寅太運輸大臣、村上勇元建設大臣、徳安実蔵元郵政大臣などの有力議員を会長・顧問とした「穴守稲荷復元奉賛会」が設立、三愛石油羽田本館ビル屋上に穴守稲荷を分霊した一祠を設けている[22]。

## 1966年（昭和41年）の五連続事故
1966年（昭和41年）の5連続事故の最初の事故である。
- 全日空羽田沖墜落事故 - 羽田沖、2月4日。
- カナダ太平洋航空機墜落事故 - 羽田空港、3月4日。
- BOAC機墜落事故 - 富士山麓、3月5日。
- 日本航空羽田空港墜落事故 - 羽田空港、8月26日。
- 全日空松山沖墜落事故 - 松山沖、11月13日。

## 事故を扱った番組
- 『ドキュメンタリー「謎の一瞬」』[23]（1966年11月19日 NHK イタリア賞受賞）